# 富島元治
富島元治（1874年2月16日—1945年11月16日），日本京都府人，臺灣總督府警務局長、高雄州知事。